# کیاما، ساگا
کیاما، ساگا (به لاتین: Kiyama, Saga) یک منطقهٔ مسکونی در ژاپن است که در استان ساگا واقع شده‌است. کیاما  ۱۸٬۳۷۲ نفر جمعیت دارد.